# Gunter d’Alquen
Gunter d’Alquen (ur. 24 października 1910 w Essen, zm. 15 maja 1998) – redaktor naczelny niemieckiego tygodnika Das Schwarze Korps („Czarny Korpus”) oficjalnego organu Schutzstaffel (SS), a w okresie późniejszym dowódca zajmującego się propagandą oddziału Waffen-SS, SS-Standarte „Kurt Eggers”. Nazwa oddziału nawiązywała do korespondenta wojennego SS i wydawcy magazynu „Das Schwarze Korps”, poległego w roku 1943.

## Völkischer Beobachter
Gunter d’Alquen urodził się w Essen, w Nadrenii Północnej-Westfalii, w Niemczech, jako syn protestanckiego kupca i oficera rezerwy. Po ukończeniu szkoły średniej w Essen i po wstąpieniu do Hitlerjugend w 1925 roku, d’Alquen zapisał się do NSDAP i w wieku siedemnastu lat został SA-manem i jednym z młodszych przywódców partii.
Działał w Narodowosocjalistycznym Związku Studentów Niemieckich, po czym 10 kwietnia 1931 roku wstąpił do SS, w ciągu trzech lat osiągając stopień SS-Standartenführera. d’Alquen nigdy nie ukończył studiów, poświęcając się pracy dziennikarskiej. W roku 1932 wszedł w skład zespołu redakcyjnego „Völkischer Beobachter” jako korespondent polityczny, gdzie wkrótce zwrócił na siebie uwagę Heinricha Himmlera, który w marcu 1935 mianował go naczelnym oficjalnego organu SS, Das Schwarze Korps.
Gazeta d’Alquena, reprezentanta wojującego nazizmu i SS na łamach prasy niemieckiej, często atakowała intelektualistów, studentów, wybitnych uczonych, opornych przedsiębiorców, duchownych i inne ugrupowania w społeczeństwie niemieckim, które były w opozycji do ideologii wyznawanej przez Himmlera. Niezależnie od oczywistego antysemityzmu i sprawowania kontrolnej roli w sprawach publicznych, gazeta uważała się za bastion niemieckiej moralności w latach II wojny światowej, koncentrując się przede wszystkim na niemieckich zwycięstwach na wszystkich frontach.

## Korespondent Waffen-SS
D’Alquen był korespondentem wojennym od września 1939 roku, następnie dowódcą SS-Standarte „Kurt Eggers”, a pod koniec wojny został nominowany przez Himmlera szefem wydziału propagandy Wehrmachtu. Wśród najważniejszych jego prac znalazła się historia SS: „Die SS: Geschichte, Aufgabe und Organisation der Schutzstaffeln der NSDAP” (1939). Opublikował również „Das ist der Sieg” (1940) i „Waffen-SS im Westen” (1941).
W dziesięć lat po wojnie, w lipcu 1955 roku, d’Alquen został skazany na grzywnę w wysokości DM 60 000 przez berliński sąd denazyfikacyjny, który pozbawił go praw publicznych na trzy lata.
W rezultacie kolejnego śledztwa został uznany winnym (jako czołowy propagandzista Trzeciej Rzeszy) aktywnego działania przeciwko Kościołowi, Żydom i krajom ościennym oraz nawoływania do ludobójstwa. Tym razem sąd skazał d’Alquena na dalsze DM 28 000 grzywny w styczniu 1958 roku.